# Nikólina Balka
Nikólina Balka (en rus: Николина Балка) és un poble del krai de Stàvropol, a Rússia, que el 2017 tenia 2.514 habitants. Pertany al districte rural de Petrovski.